# توت روباهی
توت روباهی (نام علمی: Sanguisorba minor) نام یک گونه از سرده توت روباهی است.